# Casaca-de-couro-amarelo
Forneiro-de-patas-claras ou casaca-de-couro-amarelo (Furnarius leucopus) é uma espécie de ave da família Furnariidae.
Pode ser encontrada nos seguintes países: Bolívia, Brasil, Colômbia, Equador, Guiana, Peru e Venezuela.
Os seus habitats naturais são: florestas subtropicais ou tropicais húmidas de baixa altitude, pântanos subtropicais ou tropicais, pastagens e florestas secundárias altamente degradadas.